# Вишняк, Виктор Васильевич
Виктор Васильевич Вишняк (30 марта 1944, Москва, РСФСР, СССР — 6 апреля 1989, там же) — советский актёр театра и кино, поэт.

## Биография
Родился 30 марта 1944 года в Москве. В 1965 году окончил Школу-студию имени В. И. Немировича-Данченко при МХАТ СССР имени М. Горького (курс В. П. Маркова). Среди сокурсников — Ирина Мирошниченко, Вера Алентова, Андрей Мягков, Анастасия Вознесенская, Рогволд Суховерко, Мария Стерникова.
В 1965—1966 годах проходил воинскую службу в рядах Советской Армии. В мае — октябре 1966 года — артист Московского театра юного зрителя. В 1967—1968 гг. играл в Могилёвском областном драматическом театре.
С 1968 года и до конца жизни — актёр Московского академического театра имени В. Маяковского, в котором сыграл более 20 ролей.
Пробовал свои силы на поприще поэзии, в частности в январском номере журнала «Юность» 1986 года была опубликована подборка его стихотворений:
«Я рос не в царскосельских залах…», «И это успеть бы, успеть бы и это…», «Труда здесь положено много…», «Я не знаю, что это со мной…».
Также стихи публиковались в журналах  «Смена», «Работница», «Театральная жизнь» и в «Альманах Поэзия: Выпуск 46» (1986).
6 апреля 1989 года Вишняк вместе со своей супругой Ириной были убиты во время сна их сыном Алексеем в собственной квартире в Москве. Похоронен на Митинском кладбище.

## Семья
Жена — Ирина Григорьевна Лобанова (12.10.1941—06.04.1989) — художник, литератор и редактор журнала «Смена».
Сын — Алексей Вишняк (род. 1968). В 1986 году поступил на театроведческий факультет ГИТИСа на курс, которым руководил Б. Н. Любимов. Со второго курса был призван в армию, был комиссован, отслужив год, и вернулся в институт. Впоследствии помощник Б. Березовского и православный предприниматель.

## Роли в театре имени В. Маяковского
- 1969 — Алёша («Дети Ванюшина» С. Найдёнова)
- 1969 — Плотовский («Конец книги шестой» Е. Брошкевича)
- 1969 — Тимоха («Разгром» А. Фадеева)
- 1970 — Любим Зуйков («Мария» А. Салынского)
- 1972 — Атаман («Дума о Британке» Ю. Яновского)
- 1975 — Судья («Беседы с Сократом» Э. Радзинского)
- 1976 — Листопадов, шофер («Считанные дни» Г. Немченко)
- 1977 — Дейвисон  («Да здравствует королева, виват!» Р. Болта)
- 1978 — Медведенко («Чайка» А. Чехова)
- 1979 — Василий Николаевич Милов, майор («Приезжий из столицы» Г. Квитка-Основьяненко)
- 1980 — Начальник станции («Бег» М. Булгакова)
- 1981 — Хрисанф Васильевич («Жизнь Клима Самгина» М. Горького)
- 1981 — Советчик народа («Ящерица» А. Володина)
- 1982 — поэт Павел Ордынцев («Смотрите, кто пришёл!» В. Арро)
- 1984 — Карпухин («Закон зимовки» Б. Горбатова)

## Фильмография
- 1969 — Последняя ночь уходящего года (фильм-спектакль) —
- 1974 — Хождение по мукам. Сестры (1 серия) — критик Чирва
- 1984 — Закон зимовки (фильм-спектакль) — Карпухин
- 1985 — Следствие ведут знатоки. Полуденный вор. Дело №18 — Константин «Самородок»
- 1986 — Жизнь Клима Самгина (фильм-спектакль) — Хрисанф Васильевич
- 1987 — Мегрэ у министра (фильм-спектакль) — Лаба
- 1987 — Смотрите, кто пришёл! (фильм-спектакль) — поэт Павел Ордынцев

## Радиопостановки
- 1964 — часовой («Выстрел с Невы» Б. Лавренёва)[12]
- 1965 — Федя Болмасов, ординарец Охотина («Бранденбургские ворота» М.Светлова)[13]

## Мнения
Тамара Иосифовна Браславская, с 1977 года помощник художественного руководителя театра имени Маяковского по литературной части (завлит):

Своеобразная индивидуальность артиста, темперамент неврастенического толка, умение мыслить на сцене создали ему особую творческую нишу в театре. Склонный к гротесковому рисунку, артист использовал и тонкие лирические краски. Он был много занят в репертуаре театра. Режиссёры охотно работали с ним, понимая неординарность его дарования.

Заслуженная артистка России, актриса Театра имени Маяковского Александра Равенских:
...Это была пьеса Сухово-Кобылина «Дело». Репетиции шли бесконечно талантливо. Моими партнерами стали прекрасные актеры Маяковки: Охлупин, Вишняк, Болтнев, Прокофьева. Спектакль по сути уже жил в репетиционном зале, но сцены он не увидел.
Режиссёр Сергей Женовач:
«Именно в театре Маяковского, где он поставил «Смерть Тарелкина», Фоменко мечтал сделать трилогию Сухово-Кобылина целиком, и Гончаров дал ему такую возможность...Распределение было замечательным: умно и тонко репетировал Вишняк (Муромский), неожиданно решались сцены с чиновниками...На сцену мы так и не вышли, производство декораций остановили. Мы провели там два года… Петр Наумович – не любитель выяснять отношения, он просто ушел. И осуществил «Дело» в театре Вахтангова. На нем я уже не работал, и смотреть на премьере этот спектакль мне было тяжело – он казался лишь «слепком» неродившегося спектакля в Маяковке, который лично для меня был мощным театральным опытом».